# 鈴木＝トロッター分解
物理学において、鈴木＝トロッター分解（すずき＝トロッターぶんかい、英: Suzuki–Trotter decompostion）、または鈴木＝トロッター公式（英: Suzuki-Trotter formula）とは演算子の和の指数演算子を各々の演算子の指数演算子の積に分解する公式。量子系の時間発展や分配関数の計算に応用される。数学者ヘイル・トロッターはバナッハ空間の半群の研究において、トロッター公式を与えた。日本の物理学者 鈴木増雄はトロッター公式を拡張した指数積の高次分解公式を研究し、系統的に求める手法を提案した。

## 概要
量子力学における量子状態の時間発展や量子統計力学における分配関数の計算ではハミルトニアンの指数演算子が現れる。これを数値計算するには二つの非可換な演算子 A,B の指数演算子 ex(A+B) の計算が必要になる。ここでx は実数または複素数のパラメータである。トロッター公式によれば、指数演算子は
{\displaystyle e^{x(A+B)}=e^{xA}e^{xB}+O(x^{2})}
を満たし、
{\displaystyle e^{x(A+B)}=\lim _{n\to \infty }(e^{{\frac {x}{n}}A}e^{{\frac {x}{n}}B})^{n}}
が成り立つ。但し、O( )はランダウの記号である。
より高次の m 次分解公式
{\displaystyle {\begin{aligned}e^{x(A+B)}&=e^{t_{1}xA}e^{t_{2}xB}e^{t_{2}xA}e^{t_{4}xB}+\cdots e^{t_{M}xB}+O(x^{m+1})\\&=:F_{m}(xA,xB)+O(x^{m+1})\end{aligned}}}
が得られると、パラメータ x が小さくない場合にも、
{\displaystyle e^{x(A+B)}=\left(F_{m}\left({\frac {x}{n}}A,{\frac {x}{n}}B\right)\right)^{n}+O\left({\frac {x^{m}+1}{n^{m}}}\right)}
であり、十分 n を大きくとれば、ex(A+B) の高精度の近似が得られる。
こうした指数演算子の積の形での近似計算では、量子力学での波動関数の時間発展が満たすユニタリ性や古典力学でのハミルトン力学系の時間発展が満たすシンプレクティック性が保証されるなどの利点がある。このような指数演算子の分解公式を鈴木＝トロッター分解という。
例えば、
{\displaystyle F_{2}(xA,xB)=e^{{\frac {x}{2}}A}e^{xB}e^{{\frac {x}{2}}A}}
は2次の公式の１つの例である
また、Ruthの公式として知られている
{\displaystyle F_{6({\text{Ruth}})}(xA,xB)=e^{{\frac {7x}{27}}A}e^{{\frac {2x}{3}}B}e^{{\frac {3x}{4}}A}e^{-{\frac {2x}{3}}B}e^{-{\frac {x}{24}}A}e^{xB}}
は6次の公式の例の１つである。
一般に m 次分解公式 Fm(xA, xB) を与えるには、条件を満たすパラメータの組 {ti}i=1,…,M を定める必要がある。こうしたパラメータの組の求め方には、A と B の交換子積のなす自由リー代数の理論に基づく方法や漸化式による方法、量子解析による方法がある。

## 漸化式による構成
Qm-1(x)=Qm-1(xA,xB) が ex(A+B) の m-1 次分解公式であるとき、漸化式
{\displaystyle Q_{m}(x)=Q_{m-1}(p_{m,1}x)Q_{m-1}(p_{m,2}x)\cdots Q_{m-1}(p_{m,s}x)}
で定義される Qm(x) がm 次分解公式となるためにpm,1,…pm,s が条件
{\displaystyle p_{m,1}+p_{m,2}+\cdots +p_{m,s}=1,\quad p_{m,1}^{\,m}+p_{m,2}^{\,m}+\cdots +p_{m,s}^{\,m}=0}
を満たせば良い。
m が奇数 2l-1 である場合、この条件を満たすpm,1,…pm,s の実数の組が存在するが、m が偶数 2l である場合、この上記の条件を満たす実数の組は存在しない。
しかしながら、一般に奇数 2l-1 次の分解公式 S2l-1(x) が対称性の条件
{\displaystyle S_{2l-1}(x)S_{2l-1}(-x)=1}
を満たすとき、これは自動的に 2l 次の分解公式となる。よって、奇数の場合にこの漸化式を適用していくことでパラメータを実数とする高次の公式が導かれる。但し、Sm(x) が対称性の条件を満たすようにパラメータには pm,s+1-i =pm,i の条件を課すものとする。
例えば、s=3 の場合、奇数 m における上記の条件を満たすパラメータの組として、
{\displaystyle p_{m,1}=p_{m,3}={\frac {1}{2-2^{\frac {1}{m}}}}:=p_{m}}
{\displaystyle p_{m,2}=-{\frac {2^{\frac {1}{m}}}{2-2^{\frac {1}{m}}}}=1-2p_{m}}
をとることができる。2次の公式
{\displaystyle S_{2}(x)=e^{{\frac {x}{2}}A}e^{xB}e^{{\frac {x}{2}}A}}
は対称性の条件 S2(x)S2(−x)=1 を満すことから
{\displaystyle {\begin{aligned}S_{3}(x)&(=S_{4}(x))=S_{2}(p_{3}x)S_{2}((1-2p_{3})x)S_{2}(p_{3}x)\\&=e^{{\frac {p_{3}}{2}}xA}e^{(1-2p_{3})xB}e^{{\frac {1-p_{3}}{2}}xA}e^{(1-2p_{3})xB}e^{{\frac {(1-p_{3})}{2}}xA}e^{(1-2p_{3})xB}e^{{\frac {p_{3}}{2}}xA}\end{aligned}}}
{\displaystyle p_{3}={\frac {1}{2-2^{\frac {1}{3}}}}}
とS3(x) を構成できる。

### 論文
- Trotter, H. F. (1959). “On the product of semi-groups of operators”. Proceedings of the American Mathematical Society 10 (4):  545–551. doi:10.2307/2033649. ISSN 0002-9939. MR0108732.
- Suzuki, Masuo (1976). “Generalized Trotter's formula and systematic approximants of exponential operators and inner derivations with applications to many-body problems”. Comm. Math. Phys. 51:  183–190. doi:10.1007/bf01609348.

### 書籍
- Hatano, Naomichi; Suzuki, Masuo (2005), “Finding Exponential Product Formulas of Higher Orders”, in Arnab Das and Bikas Chakrabarti, Quantum Annealing and Other Optimization Methods, Lecture Notes in Physics (LNP,volume 679), pp. 37-68, arXiv:math-ph/0506007, doi:10.1007/11526216_2

- 鈴木増雄『統計力学』岩波書店〈現代物理学叢書〉、2000年。ISBN 978-4000067515。

- 鈴木増雄『経路積分と量子解析』サイエンス社〈SGCライブラリ137〉、2017年。ASIN B077697S4D。